# 스카라무슈

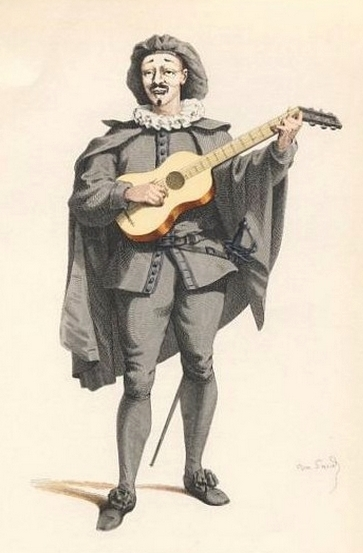
1860년의 스카라무슈

스카라무슈(Scaramouche)라는 말의 유래는 즉흥연극에서 나왔다. 즉, 이탈리아어인 스카라무차(scaramuccia:실랑이질)가 프랑스어화(化) 된 말이 바로 스카라무슈이며 주로 까만 의상을 입고 항상 기타를 들고 나와 비굴하면서도 허풍떠는 익살꾼 역을 일컫는다.
그러나 많은 이들에겐 스튜어트 그랜저와 엘리노어 파커, 쟈넷 리, 멜 화라가 출연해 영화 역사상 최고의 펜싱결투 장면을 연출한 영화제목으로 친숙하다. 영화는 MGM사의 제작으로 52년에 개봉되었다.
그러나 이 영화는 원작이 있다. 바로 이탈리아 작가 라파엘 사바티니가 1921년 발표한 장편활극소설이 그것이다. 이 작품은 로맨스와 모험이 절묘하게 가미되어 당대 최고의 베스트셀러가 되었고 저자인 사바티니에게 세계적인 명성을 안겨주었다. 내용은 프랑스대혁명기를 배경으로, 귀족의 사생아로 태어난 주인공 앙드레 루이가 지배계급의 칼 앞에 죽어간 친구의 복수를 결심하면서 펼쳐지는 파란만장한 일대기가 중심이 된다. 지독한 냉소주의자였던 주인공은 친구를 대신해 혁명을 선동하며 도망자 신세가 되고, 이어 허풍쟁이 광대역의 스카라무슈로, 그리고 최후엔 민중의 수호자를 자처한 검객이 되는데 출생의 비밀의 밝혀지는 막판의 반전이 상당히 인상적이다. <뉴욕타임즈>는 이 소설에 대해 "독자의 상상력을 사로잡을 서스펜스가 넘치고, 모든 사람들의 마음 속에 존재하는 어린아이를 만족시킬 순수한 영웅주의가 살아숨쉰다"고 평했다. 한국에서 이 소설은 뒤늦게 2008년 프로메테우스출판사에서 번역되어 소개되었다.